# Бардонія (Нью-Йорк)
Бардонія (англ. Bardonia) — переписна місцевість (CDP) в США, в окрузі Рокленд штату Нью-Йорк. Населення — 4249 осіб (2020).

## Географія
Бардонія розташована за координатами 41°6′50″ пн. ш. 73°58′45″ зх. д. / 41.11389° пн. ш. 73.97917° зх. д. (41.113952, -73.979297).  За даними Бюро перепису населення США в 2010 році переписна місцевість мала площу 7,59 км², з яких 6,67 км² — суходіл та 0,92 км² — водойми. В 2017 році площа становила 7,14 км², з яких 6,64 км² — суходіл та 0,50 км² — водойми.

## Демографія
Згідно з переписом 2010 року, у переписній місцевості мешкало 4108 осіб у 1442 домогосподарствах у складі 1130 родин. Густота населення становила 542 особи/км².  Було 1475 помешкань (194/км²).
Расовий склад населення:
| - 84,3 % — білих - 10,8 % — азіатів - 2,1 % — чорних або афроамериканців - 0,1 % — корінних американців |

До двох чи більше рас належало 1,8 %. Частка іспаномовних становила 6,6 % від усіх жителів.
За віковим діапазоном населення розподілялося таким чином: 22,9 % — особи молодші 18 років, 57,5 % — особи у віці 18—64 років, 19,6 % — особи у віці 65 років та старші. Медіана віку мешканця становила 46,4 року. На 100 осіб жіночої статі у переписній місцевості припадало 93,0 чоловіків;  на 100 жінок у віці від 18 років та старших — 88,1 чоловіків також старших 18 років.
Середній дохід на одне домашнє господарство  становив 140 420 доларів США (медіана — 115 927), а середній дохід на одну сім'ю — 171 724 долари (медіана — 144 250). Медіана доходів становила 81 454 долари для чоловіків та 70 417 доларів для жінок. За межею бідності перебувало 2,1 % осіб, у тому числі 2,3 % дітей у віці до 18 років та 2,4 % осіб у віці 65 років та старших.
Цивільне працевлаштоване населення становило 1861 особа. Основні галузі зайнятості: освіта, охорона здоров'я та соціальна допомога — 34,3 %, науковці, спеціалісти, менеджери — 13,3 %, фінанси, страхування та нерухомість — 10,1 %, виробництво — 8,0 %.